# Znaju ja
„Znaju ja“ (ukrajinsky Знаю я, anglicky I know) je píseň ukrajinské zpěvačky Ruslany z alba Dyki tanci.

## Klip
V roce 2002 byl na tuto píseň natočen videoklip o ukrajinských Karpatech. Tento vysokorozpočtový klip se stal prvním videoklipem, který se promítal v kinech. Pracovalo na něm kolem 250 lidí. Na natáčení se podílelo 7 filmových společností z 5 zemí světa, například zvuk zajistilo studio Dolby Digital 5.0 a o kolorizaci se postaralo studio Digital Film Finland v Helsinkách. Byly potřeba 4 kilometry filmové pásky, množství speciálních efektů a speciální technické vybavení. Natáčely se snímky Karpatských hor z vrtulníku, záběry skutečné huculské svatby v lidových krojích, huculské kultury a ukázky z koncertu, jehož pódium bylo umístěno doprostřed horského vodopádu. Při natáčení záběru, kde Ruslana stojí na vrcholku vysoké skály (1600 metrů na hladinou moře), nebyla zastoupena kaskadérem.

## Verze skladby
V roce 2002 vyšly celkem čtyři verze této písně.
| Název                                        | Délka |
| -------------------------------------------- | ----- |
| Znaju ja (studiová verze)                    | 3:43  |
| Znaju ja (radio edit)                        | 3:24  |
| Znaju ja (radio edit – instrumentální verze) | 3:24  |
| Znaju ja (DJ Nekrasov mix)                   | 2:47  |